# Witold Rosołowski
Witold Stanisław Rosołowski (ur. 10 kwietnia 1896 w Gródku Jagiellońskim, zm. w październiku 1943 w Warszawie) – podpułkownik piechoty Wojska Polskiego, działacz niepodległościowy, kawaler Orderu Virtuti Militari.

## Życiorys
Urodził się 10 kwietnia 1896 w Gródku Jagiellońskim, ówczesnym mieście powiatowym Królestwa Galicji i Lodomerii, w rodzinie Alojzego i Matyldy z Wojciechowskich. Uczył się w c. k. Gimnazjum w Gródku. Był czynnym skautem i członkiem miejscowego oddziału Związku Strzeleckiego.
14 sierpnia 1914 jako uczeń klasy Vc wstąpił do Legionu Wschodniego, a po jego rozwiązaniu do VI batalionu I Brygady Legionów Polskich. Wziął udział we wszystkich walkach tego batalionu, który po reorganizacji oddziałów strzeleckich został włączony w skład 1 pułku piechoty. W kwietniu 1917 był odnotowany w 4 kompanii 1 pułku piechoty i przedstawiony do odznaczenia austriackim Krzyżem Wojskowym Karola. 18 września tego roku, po kryzysie przysięgowym, został wcielony do austriackiego 56 pułku piechoty i wysłany na front włoski. 18 marca 1918 nad Piawą został kontuzjowany (ogłuszony miną). Po wyleczeniu, jako niezdolny do służby frontowej, został przydzielony do szpitala w Portogruaro na stanowisko dowódcy oddziału malarycznego. W listopadzie 1918 zdezerterował i wrócił do rodzinnego miasta.
23 listopada 1918 objął dowództwo kompanii batalionu ziemi gródeckiej, która następnie została wcielona do 4 pułku piechoty Legionów. Początkowo walczył przeciwko Ukraińcom, a później bolszewikom dowodząc 11 kompanią pułku. 12 czerwca 1919 jako podoficer byłych Legionów Polskich został mianowany podporucznikiem piechoty. Wyróżnił się 14 listopada 1919 w czasie wypadu na Sieliszcze, nazywanego również „wyprawą po armaty”. 13 czerwca 1920 dowódca III batalionu, porucznik Władysław Kasza sporządził wniosek na odznaczenie orderem „Virtuti Militari”, w którym napisał: „w dniu 14 listopada 1919 we frontowym ataku na armaty w Sieliszczach mimo silnego ognia karabinów maszynowych i kartaczy porywa linię do walki na bagnety i jeden z pierwszych dopada do armat. Przy przebijaniu się ze zdobyczą kieruje ogniem ze zdobytych armat”. 1 sierpnia 1920 został ciężko ranny. Do 3 listopada tego roku był leczony w szpitalu wojskowym w Kościanie. W międzyczasie (14 października) został zatwierdzony z dniem 1 kwietnia 1920 w stopniu kapitana, w piechocie, w grupie oficerów byłych Legionów Polskich. Po zakończeniu leczenia wrócił do pułku i ponownie objął dowództwo 11 kompanii. Od 15 grudnia 1920 do 29 stycznia 1921 był słuchaczem kursu oficerskiego przy 2 Dywizji Legionów w Grodnie, a od 2 lutego do 2 maja 1921 słuchaczem kursu dla kapitanów w Bydgoszczy.
1 czerwca 1921 został wykazany jako oficer 19 pułku piechoty przydzielony do 4 pp Leg. Od 20 października do 15 grudnia 1921 służył w 19 pp, następnie w 26 pułku piechoty jako dowódca kompanii i ponownie w 19 pp. 3 maja 1922 został zweryfikowany w stopniu kapitana ze starszeństwem od 1 czerwca 1919 i 820. lokatą w korpusie oficerów piechoty.
Do 6 września 1923 był przydzielony do Powiatowej Komendy Uzupełnień Gródek Jagielloński na stanowisko oficera instrukcyjnego, po czym wrócił do 19 pp. 12 kwietnia 1927 prezydent RP nadał mu stopień majora z dniem 1 stycznia 1927 i 50. lokatą w korpusie oficerów piechoty. 7 czerwca 1927 został przeniesiony do 20 pułku piechoty w Krakowie na stanowisko oficera Przysposobienia Wojskowego. Później został wyznaczony w pułku na stanowisko komendanta obwodowego PW. W marcu 1930 został przesunięty na stanowisko dowódcy III batalionu. 1 kwietnia 1932 został przeniesiony do Dowództwa Okręgu Korpusu Nr V w Krakowie na stanowisko kierownika referatu personalnego. 16 sierpnia 1933 został przeniesiony do 1 pułku piechoty Legionów w Wilnie na stanowisko dowódcy batalionu. W kwietniu 1935 został przesunięty na stanowisko kwatermistrza. Na stopień podpułkownika został awansowany ze starszeństwem z 19 marca 1938 i 7. lokatą w korpusie oficerów piechoty. W marcu 1939 pełnił służbę w 1 Okręgowym Urzędzie Wychowania Fizycznego i Przysposobienia Wojskowego na stanowisku komendanta Okręgu Związku Strzeleckiego Nr 1. Jako oficer Związku Strzeleckiego posiadał stopień okręgowego.
W trakcie kampanii wrześniowej walczył na stanowisku komendanta Kwatery Głównej Armii „Modlin”. Podczas okupacji niemieckiej przebywał w Warszawie. Należał do założycieli Organizacji Orła Białego i pełnił tam obowiązki komendanta Warszawskiego Okręgu Stołecznego OOB. W styczniu 1940, wraz z całym sztabem OOB Okręgu Stołecznego i Warszawskiego Okręgu Wojewódzkiego, odmówił wcielenia do Związku Walki Zbrojnej. W sierpniu 1942 grupa ta stała się jedną z organizacji założycielskich Obozu Polski Walczącej. W październiku 1943 został zatrzymany przez Niemców, zabity i pochowany na cmentarzu Powązkowskim (kwatera 284 d wpr. pod murem, rząd 1, miejsce 31, 32).
Był żonaty ze Stanisławą, z którą miał syna Zdzisława (1924–1945).

## Ordery i odznaczenia
- Krzyż Srebrny Orderu Wojskowego Virtuti Militari nr 2921[1] – 28 lutego 1921[32][33][34]
- Krzyż Niepodległości – 15 czerwca 1932 „za pracę w dziele odzyskania niepodległości”[35][36][3][37]
- Krzyż Kawalerski Orderu Odrodzenia Polski – 1938 „za zasługi na polu pracy społecznej”[38]
- Krzyż Walecznych czterokrotnie[39][40]
- Złoty Krzyż Zasługi[39][41]
- Medal Pamiątkowy za Wojnę 1918–1921[2]
- Medal Dziesięciolecia Odzyskanej Niepodległości[2]